# Ernst Geßler (Jurist)
Ernst Geßler (* 5. März 1905 in Frankfurt am Main; † 29. Dezember 1986) war ein deutscher Jurist und Honorarprofessor an der Universität Bonn.

## Karriere im Dritten Reich
Geßler studierte Rechtswissenschaft an der Universität Berlin. 1930 wurde er Hilfsrichter im Kammergerichtsbezirk Berlin. 1934 wechselte Geßler in das Preußische Justizministerium. Anschließend war er im Reichsjustizministerium tätig, wo er dem Referat für Aktien-, GmbH- und Bilanzrecht zugewiesen wurde. Dort war Geßler maßgeblich an der Ausarbeitung des Aktiengesetzes 1937 beteiligt. 1939 wurde er Leiter dieses Referats. Geßler wurde im April 1943 für die Wehrmacht freigegeben und 1945 aus der Kriegsgefangenschaft entlassen.
Geßler hatte im Dritten Reich als überzeugter Nationalsozialist gegolten. Er war seit 1. Mai 1933 Mitglied in der NSDAP und war SA-Rottenführer oder sogar SA-Scharführer. Im Spruchkammerverfahren wurde er zunächst als Mitläufer eingestuft, im November 1948 in die Gruppe der Entlasteten eingeordnet.

## Karriere nach Kriegsende
Geßler war bis 1948 als Bau- und Landarbeiter sowie als Hilfsarbeiter in einem Anwaltsbüro tätig. Ab 1948 war er im Zentral-Justizamt für die Britische Zone tätig, ab 1949 als Referatsleiter. 1949 wechselte er in das neu gegründete Bundesministerium der Justiz. Als er im Herbst 1950 zum Ministerialrat befördert werden sollte, erhob das Bundesinnenministerium Bedenken wegen dessen  nationalsozialistischer Belastung. Staatssekretär Walter Strauß setzte sich jedoch für Geßler ein; diese Stellungnahme ist im Bericht der Unabhängigen Wissenschaftlichen Kommission beim Bundesministerium der Justiz zur Aufarbeitung der NS-Vergangenheit (UKW-BMJ) ausführlich dargestellt. Auch die spätere Erwähnung Geßlers im Braunbuch der DDR blieb für seine berufliche Karriere folgenlos.
Geßler war ab 1954 Unterabteilungsleiter, ab 1965 Leiter der Abteilung III, die für das Recht der Kapitalgesellschaften und der bergrechtlichen Gewerkschaften, das Bilanzrecht, die Entflechtungsvorschriften und das Seerecht zuständig war. Geßler war zuletzt Ministerialdirektor.
1954 wurde Geßler von der Universität Hamburg mit der Untersuchung Der Ausgleichsanspruch der Handels- und Versicherungsvertreter zum Dr. iur. promoviert.
Geßler war geistiger Vater vieler grundlegender bundesdeutscher Gesetze im Bereich des Wirtschaftsrechts. So entstand etwa unter seiner Federführung der Gesetzentwurf zur Aktienrechtsreform von 1965, aus der das noch heute geltende deutsche Aktiengesetz hervorging. Geßler wirkte bei den Verhandlungen mit den Alliierten über die Entflechtung in der Montanindustrie mit, er erstellte den Entwurf der handelsrechtlichen Vorschriften des DM-Bilanzgesetzes, die Entwürfe eines neuen Genossenschaftsrechts und eines neuen GmbH-Rechts. Außerdem war er an den EWG-Verhandlungen über die Harmonisierung und Vereinheitlichung des Europäischen Gesellschaftsrechts beteiligt.
Geßler war Autor mehrerer Bücher und zahlreicher Aufsätze zum Wirtschaftsrecht. Er war Mitherausgeber eines Kommentars zum Aktiengesetz 1965 und Mitverfasser eines Kommentars zum DM-Bilanzgesetz.
Für seine Verdienste wurde Geßler von der Universität Bonn 1960 zum Honorarprofessor  ernannt. 1971 wurde ihm eine Festschrift gewidmet.